# Simeon Ola
Simeon Ola (Guinobatan, 2 september 1865 – aldaar, 14 februari 1952) was een Filipijns revolutionair en leider tijdens de Filipijnse Revolutie.

## Biografie
Simeon Ola werd op 2 september 1865 geboren in Guinobatan in de Filipijnse provincie Albay. Zijn ouders waren Vicente Ola en Apolonia Arboleda. Ola sloot zich aan bij de ondergrondse verzetsbeweging Katipunan en leidde bij het begin van de Filipijnse revolutie troepen in zijn geboorteprovincie. Hij werd benoemd tot kapitein in het revolutionaire leger na de slag om Camalig in april 1898. Twee jaar later volgde een promotie tot majoor na een succesvolle actie waar Amerikaanse troepen in een nederlaag liepen en drie van gevangen genomen konden worden. Nadien leidde hij nog aanvallen in andere delen van de provincie Albay tot hij zich in 1903 moest overgeven. Ola werd veroordeeld tot 30 jaar cel voor opruiing maar kwam in 1904 vrij na een algeheel pardon voor de opstandelingen. Ola werd later tweemaal gekozen tot burgemeester van zijn geboorteplaats Guinobatan. Zijn eerste ambtstermijn was van 1910 tot 1913 en de tweede periode was van 1916 tot 1919.
Ola overleed in 1952 op 86-jarige leeftijd. Hij werd begraven op de rooms-katholieke begraafplaats van Guinabatan. Ola trouwde twee keer. Met zijn tweede vrouw Trinidad Ostria kreeg hij vijf kinderen.